# Häxprocessen i Valais

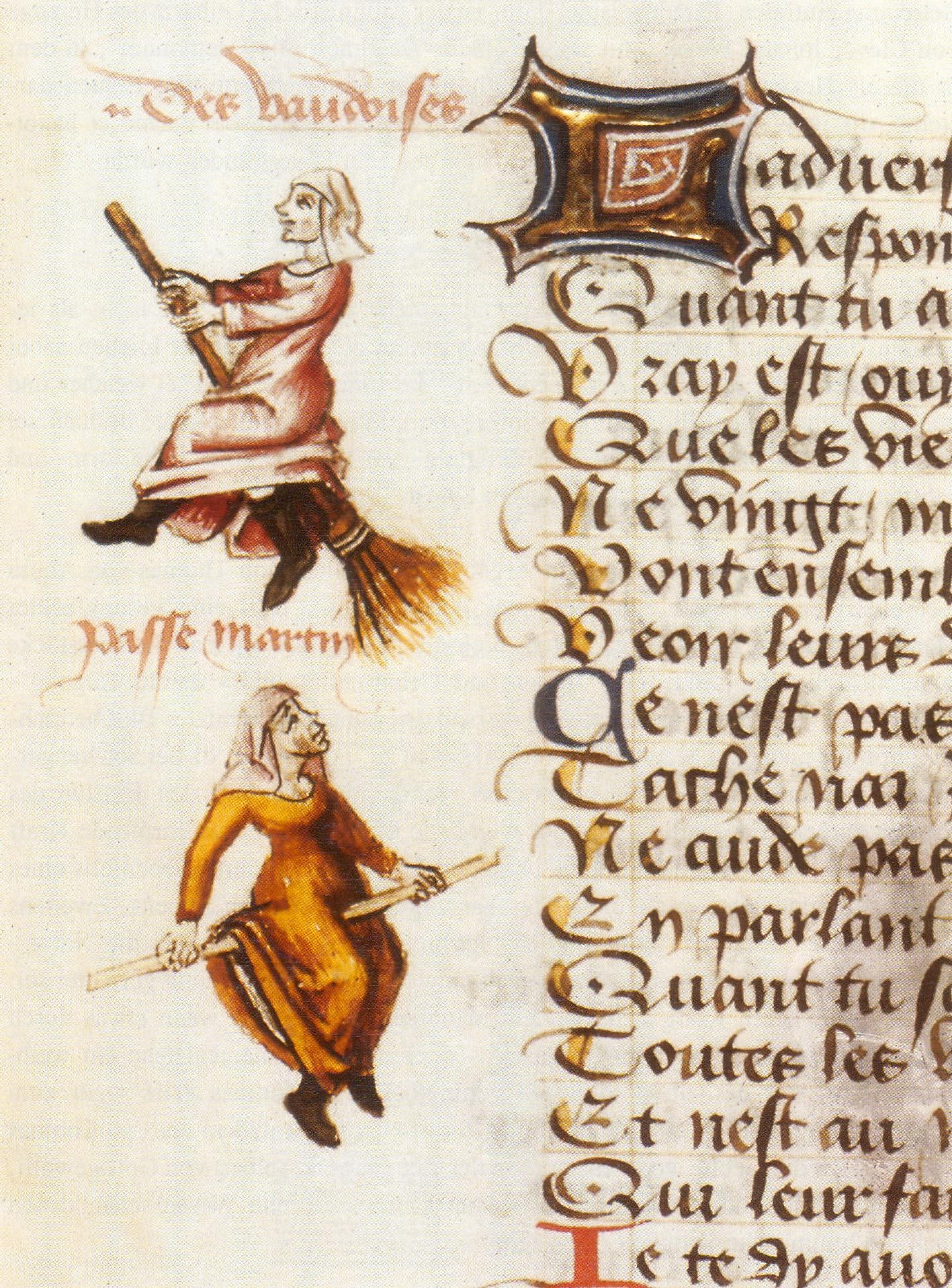
Champion des dames Vaudoises

Häxprocessen i Valais i Savoyen, som inleddes 1428, bedöms vara den första häxprocessen i Europa. 

## Bakgrund
Den 7 augusti 1428 krävde delegater från sju distrikt i Valais att man skulle inleda en undersökning av trollkarlar och häxor; de som pekades ut för trolldom av över tre personer skulle gripas. Om de bekände, skulle de brännas på bål som kättare, eftersom häxeri var kätteri, och om de inte bekände skulle de torteras tills de gjorde det. Även de som angavs av fler än två som dömdes skulle gripas. 
Savoyen hade under 1415-1419 härjats svårt av inre stridigheter mellan adelsklanerna, "die walliser wirren", under former som liknade inbördeskrig och där splittringen hade gått djupt mellan folklagren som anhängare och motståndare till den dominerande adelsklanen Raron, som de andra adelsfamiljerna gjort uppror mot, och detta tros ha eldat upp motsättningar mellan folk inför häxprocessen.
Det började i Val d'Anniviers och Val d'Hérens i nedre fransktalande Valais och spred sig norrut till det tysktalande Valais (Wallis) i stiftet Sion. 
Inom ett och ett halvt år hade ca 100-200 människor bränts till döds; häxprocesser hölls då inte bara i Valais, hysterin spred sig över de schweiziska och fransktalande Alperna, via Sankt Bernhard i Savoyen till Briançon i Dauphine, där den spred sig över dalarna i Durance, Argentiere, Freissiniere och Valpute och 110 kvinnor och 57 män brändes och torterades till döds fram till 1447. 
Häxprocessen i Valais är dåligt dokumenterad; den främsta källan är rättsskrivaren, krönikören Johannes Fründ, (1400–1469), ett ögonvittne till händelserna vars dokument utelämnar en del saker och uttrycker sig svävande om vissa saker, eftersom det författades medan processen fortfarande pågick.

## Citat
Följande är utvalda citat från Fründs dokument: " I det år då man alltifrån Kristi födelse räknade ett tusen fyrahundra år och därefter det tjugoåttonde året, då uppenbarades i landet och biskopsdömet Wallis ondska, mord och kätteri hos häxor och trollkarlar, såväl kvinnor som män, som heter sortilegi på latin, och de påträffades först i två dalar i Wallis..."
" ...och åtskilliga av dem har bekänt stor ondska och många mord och kättersk tro och en myckenhet onda ting, som de också bekänt och utfört, sådant som på latin kalals sortilegia, och av vilka en del i det följande står nedskrivna; dock förtigs en del, för at tingen därignom skall fördörvas. I synnerhet bör man veta att dess personer, det vare kvinnor eller män, vilkla var skyldiga till dessa saker och ondksa och som utövat och bedrivit, att de hade lärt dem av den onda anden..."
"Det fanns även en del bland dem som dödade sina egna barn och stekte och åt och kokte och tog med till sitt sällskap för att äta dem, och ba sedan narrspel och annat otyg till kyrkan, så att alla trodde det var barn. Men de hade lämnat barnen därhemma och åt dem sedan, när de ville."
" Det har även funnits många av dem, som var skyldiga till så stor ondskefullhet, så stort kätteri och så många mord att de med denna ondksefullhet, detta kätteri och denna trolldom inte kom till någon präst, för att man inte skulle hindra det. Och det fanns många av dessa människor, som kunde tala mycket mer när de blivit tilfångatagna än andra obildade människor, och som åkalalde gud och hans helgon mycket mer ihärdigt än andra människor. Det gjorde de alla för att man skulle anse dem för oskyldiga. Och en del av dem bekände knappast alls; några lät sig även plågas och torteras till döds, hellre än de ville bekänna eller säga något...."   
"...och man hade likväl många vittnesmål mot dem och även andra hade angett dem som skyldiga, vilket alla gav bevis för, och man ansåg dem förhäxade så de inte kunde bekänna om de andra häxorna. Och hur mycket man än frågade ut dem mer, hårdare och svårare tortyr, så villemånga av dem aldrig säga något och lät sig hellre torteras, så de dog därav, och de blev likväl dömda och brända, några levande och några döda."
" Och de hade varit så många, att de menade att om de kunnat härksa ännu ett år, så skulle de ha inrättat en domstol bland sig själva; och den onde anden lät dem förstå att de skulle bli så starka, att de inte behövde frukta något herravälde eller några domstolar och att de själva skulle upprätta en domstol för att betvinga kristenheten..."
"...ty de bekände att de utgjort nästan 700 personer, av vilka på ett och ett halvt år mer än 200 bränts; och man dömer och bränner dem alltjämt varje dag, när man kan eller förmår gripa dem."

## Processen
Personer med gott rykte som angavs av en dömd arresterades inte direkt utan undersöktes diskret, men den som utpekades av flera dömda greps direkt. En del erkände omedelbart, andra vägrade och dessa beskrivs som verbala i sitt försvar. 
Man känner bara till några namn på de avrättade, som Pierre Jote och Martin Berthodi, men de var alla bönder, även om en del beskrivs som mer bildade och många som verbala i sitt försvar, och i Valais, (dock inte i Daphine), var könsfördelningen jämn med ungefär lika många män som kvinnor. De flesta anses inte ha varit gamla, eftersom de lyckades stå emot svår tortyr mycket länge innan de dog. Människor greps varje dag.  

## Anklagelser
- Nattflykt: att ha smort in stolar och gruppvis flyga och plundra vinkällare.
- Lykantropi: att döda boskap i skepnad av en varg, det vill säga varulv.
- Att ha gjort sig osynliga med örter.
- Föra över sjukdomar och förlamning som orsakats av häxeri från en person till en annan.
- Kannibalism, att ha rövat bort och ätit barn.
- Förbannelser.
- Att ha lärt sig magi av Satan på ett stormöte, vilket är de första antydningarna om häxsabbater; det kallas dock skola eller synagoga.
- Att ha planerat en konspiration för att ha frånta kristendomen makten över mänskligheten.

Djävulen sades ha uppenbarat sig för syndiga människor och lovade att lära dem magi så de kunde få allt de ville och ta hämnd på sina fiender om de avsvor sig kristendomen och slutade bikta sig och gå i kyrkan. All fick betala skatt efter sin egen förmåga; han gav dem absolution för goda gärningar men krävde ingen dyrkan. Häxsabbaten beskrivs inte; en beskrivning av en sådan ges av Antoinette Rose 1466.

## Avrättningarna
De dömda bands fast vid en stege med ett träkors i famnen och en krutpåse om halsen och tippades över det brinnande bålet. I vissa fall kunde den dömde halshuggas först. Många torterades ihjäl men deras kroppar brändes då offentligt i alla fall.    
De avrättades kvarlåtenskap utlämnades till familjerna om dessa kunde svära på att de varit ovetande om häxeriet, annars tillföll de adeln, som betalade sina vasallers avrättningar.
Då Fründ skrev sitt dokument cirka 1430, hade mellan hundra och tvåhundra avrättats, men processen pågick då fortfarande för fullt; häxförföljelserna fortsatte fram till 1447, och det är omöjligt att veta hur många som till slut dog. Han upprepar flera gånger frasen "män och kvinnor", så till skillnad från senare häxförföljelser, anses könsfördelningen här ha varit jämn.  
Efter detta var häxprocesserna få fram till häxjaktens stora utbrott under 1500-talet.    